# Comarca de Tabeirós - Terra de Montes
Tabeirós - Terra de Montes is een comarca van de Spaanse provincie Pontevedra, gelegen in de autonome regio Galicië. De hoofdstad is A Estrada, de oppervlakte 828,98 km² en het heeft 32.519 inwoners (1995).

## Gemeenten
Cerdedo, A Estrada en Forcarei.